# Helmut Nies
Helmut Nies (* 5. September 1930 in Weidenau (Siegen); † 5. Juni 2015 in Hennef (Sieg)) war ein deutscher Offizier zuletzt im Range eines Brigadegenerals der Bundeswehr.

## Ausbildung
Helmut Nies wurde als Sohn eines Sparkassenbeamten geboren und wuchs in Siegen auf. Er schloss dort sein Abitur am Städtischen Gymnasiums für Jungen ab. Nach einer Ausbildung zum Industriekaufmann, er machte 1953 seine Kaufmannsgehilfenprüfung, studierte er ab dem Sommersemester 1953 Technische Volkswirtschaft mit der Fachrichtung Maschinenbau in Karlsruhe und nach dem Vordiplom 1955 sowie technischer Hauptprüfung 1956 Staatswissenschaften in Graz. In Karlsruhe wurde er 1953/54 Mitglied der Burschenschaft Teutonia. 1959 wurde er zum Dr. rer. pol. promoviert.

## Bundeswehr
1959 trat es als Schütze OA der Feldzeugtruppe bei. 1960 wurde er zum Leutnant befördert. Von 1961 bis 1963 studierte er Maschinenbau an der Fachhochschule des Heeres 1 in Darmstadt mit dem Abschluss Ing. grad. 1970 wurde er Major, 1970 Oberstleutnant und 1972 Oberst. 1980 wurde Nies Abteilungsleiter und General der Technischen Truppen im Heeresamt. Später wurde er zum Brigadegeneral befördert.
Nies war unter anderem Zugführer, Hörsaalleiter, Kompaniechef, Dezernent, Bataillonskommandeur, stellvertretender Brigadekommandeur, Inspizient der Instandsetzungstruppe und Referent des Bundesministerium der Verteidigung.
1990 war Nies Gründungsmitglied und erster Vorsitzender des Vereins „Blauer Bund“, eine Interessengemeinschaft für Logistik, Rüstung und Nutzung in der Bundeswehr.

## Persönliches
Nies war verheiratet und hatte fünf Töchter und einen Sohn.

## Auszeichnungen
- 1984: Verdienstkreuz 1. Klasse der Bundesrepublik Deutschland
- 1988: Ehrenkreuz der Bundeswehr in Gold
- 1989: Legion of Merit[2]

## Veröffentlichungen
- Mittelstand und Mittelstandspolitik in der sozialen Marktwirtschaft. Dissertation Universität Graz 1959.